# Дюби, Жан Этьен
Жан Этьен Дюби (фр. Jean Etienne Duby или фр. Jean-Etienne Duby, 15 февраля 1798 — 24 ноября 1885) — швейцарский ботаник, миколог и теолог.

## Биография
Жан Этьен Дюби родился в Женеве 15 февраля 1798 года.
Дюби изучал теологию в Женеве, написал диссертацию и был освящён в 1820 году. Он сыграл важную роль в церкви Женевы.
Жан Этьен Дюби проводил исследования в области ботаники, стал экспертом по грибам, а также по европейским и экзотическим мхам, из которых он создал богатую коллекцию.
Дюби возглавлял Общество физики и естественной истории Женевы (1860—1861), был корреспондентом Биологического общества Парижа и Московского общества испытателей природы.
Жан Этьен Дюби умер в Женеве 24 ноября 1885 года.

## Научная деятельность
Жан Этьен Дюби специализировался на водорослях, папоротниковидных, Мохообразных, семенных растениях и на микологии.

## Публикации
- Botanicon gallicum (2 vol., 1828—1830)[2].
- Une monographie des primulacées dans le tome VIII du Prodromus (1844) d'Augustin-Pyramus de Candolle[2].